# Scorpaena thomsoni
Scorpaena thomsoni — риба родини скорпенових. Зустрічається в водах південно-східної Пацифіки біля островів Хуан-Фернандес.. Морська демерсальна субтропічна риба.